# 344P/Read
344P/Read est une comète périodique découverte le 30 septembre 2005 par l'astronome américain Michael T. Read sur des images du système de relevé astronomique Spacewatch.
Krisztián Sárneczky retrouve la comète le 27 août 2016 depuis l'observatoire Konkoly. Sa période orbitale est de 10,68 ans.
Des observations de l'astre antérieures à sa découverte par Michael T. Read, effectuées à l'observatoire Palomar en décembre 1951 et à l'observatoire de Kitt Peak en octobre 1994, ont été retrouvées,. 